# Conradi (adelsätt)
Conradi är en svensk adelsätt.
Släkten härstammar från Danzig. Plåtslagaremästaren Daniel Conrad Conradi flyttade därifrån i mitten av 1600-talet till Riga, och var gift med Elisabeth Mönster. Deras son Georg Johan Conradi (1679–1747), var vid 1700-talets början Pastor secundus vid Tyska S:ta Gertruds församling i Stockholm, innan han blev hovpredikant i Köpenhamn 1721 och generalsuperintendent i Slesvig 1728. Hans hustru var Maria Eleonora König, dotter till Henrik König och Helena Daurer.
Deras son kommerserådet Georg Henrik Conradi (1718–1795) var grosshandlare i Stockholm och blev 1762 direktör i Ostindiska kompaniet. Han anlade ensam eller i samarbete med andra Södertäljes strumpfabrik, Säters kattunstryckeri, sidenfabriken vid Norrmalms surbrunn, Mariebergs porslinsfabrik samt Gustavs och Karlbergs kopparverk. Hans hustru var Elisabeth Groen, dotter till Werner (Warner) Gertsson Groen (1680-1743), en grosshandlare i Stockholm, ägare till Groens malmgård på Södermalm. Tillsammans med Johan Gabriel Koschell, gift med Conradis syster, bildade han handelshuset Koschell & Conradi. Familjerna tillhörde den så kallade Skeppsbroadeln. Georg Henrik Conradi blev i början 1750-talet ägare av hela kvarteret Parcas i Gamla Stan i Stockholm mellan Västerlånggatan och Stora Nygatan. Familjen Koschell-Conradi ägde mellan 1800 och 1824 Tyresö slott utanför Stockholm. Familjen Conradi ägde Skattmansö gård i Uppland mellan 1800 och 1845, och gården Gerknäs i Lojo i Finland mellan 1813 och 1845.
Georg Henric Conradi adlades 20 april 1769 på Stockholms slott av kung Adolf Fredrik med bibehållet namn. Ätten Conradi introducerades 5 mars 1776 vid Riddarhuset med nr 2020.
Ätten inskrevs vid Finlands riddarhus 28 januari 1818 med nummer 144. Landshövding Gustaf Wilhelm Conradi bosatte sig 1812 i Finland efter att ha tagit avsked från såväl landshövdingsämbetet i Hallands län som en generalstabsbefattning. När han avled 14 september 1846 utgick den finska grenen på svärdssidan samt helt och hållet 7 mars 1886.
Framträdande ättemedlemmar:
- Gustaf Wilhelm Conradi, 1761, landshövding i Hallands län 1810–1812
- Erland Conradi, född 1912, justitieråd i Högsta domstolen 1960–1979